# Palazzo Cattaneo-Barberini
Il Palazzo Cattaneo-Barberini è un edificio di valore storico e architettonico di Napoli, ubicato in via San Mattia.

## Storia e descrizione
Il palazzo ha probabili origini seicentesche, tuttavia si mostra oggi nella veste neoclassica conferitagli durante un radicale rinnovamento riconducibile alla seconda metà del XVIII secolo. Le notizie storiche reperibili sul palazzo sono poche. Nel corso del XVIII secolo apparteneva probabilmente ai Cristiani, marchesi di Caselle (il cui archivio familiare, di pertinenza dell'edificio, venne donato all'Archivio di Stato di Napoli dalla proprietaria Ippolita Cattaneo nel 1967). Essi si estinsero verso la fine di quel medesimo secolo nella persona della marchesa Chiara Cristiani, con la conseguenza che il titolo nobiliare e il palazzo passarono alla famiglia del consorte, i Mazzarotta. Nel 1874 l'ottavo principe di Sannicandro, Francesco Cattaneo (1844-1875), acquistò l'edificio che restò alla famiglia per due generazioni, finché la nipote Ippolita (1897-1988) - coniugata con Francesco Barberini, da questo matrimonio deriva il nome con cui è noto - non si occupò di frazionarlo e venderlo a vari nuovi proprietari negli anni '70 del secolo scorso.
Nella sobria facciata a tre piani a spiccare è soprattutto l'elegante portale in piperno ad arco mistilineo compreso tra due pilastri. Oltrepassato l'androne - sulla cui volta è affrescato lo stemma dei Cattaneo della Volta e sulla cui parete sinistra è collocato lo stemma marmoreo bipartito dei Cattaneo e dei Barberini - si raggiunge il cortile sulla cui parete di fondo si staglia la settecentesca scala aperta su pilastri a tre arcate per piano. Sempre nello spazio rettangolare del cortile si ammira anche un'antica fontanella (probabilmente usata come abbeveratoio per i cavalli) scolpita da un unico blocco di piperno.
Allo stato attuale è un condominio privato, talmente ben manutenuto da essere definibile come uno degli edifici civili meglio conservati di tutti i Quartieri Spagnoli.

## Altre immagini

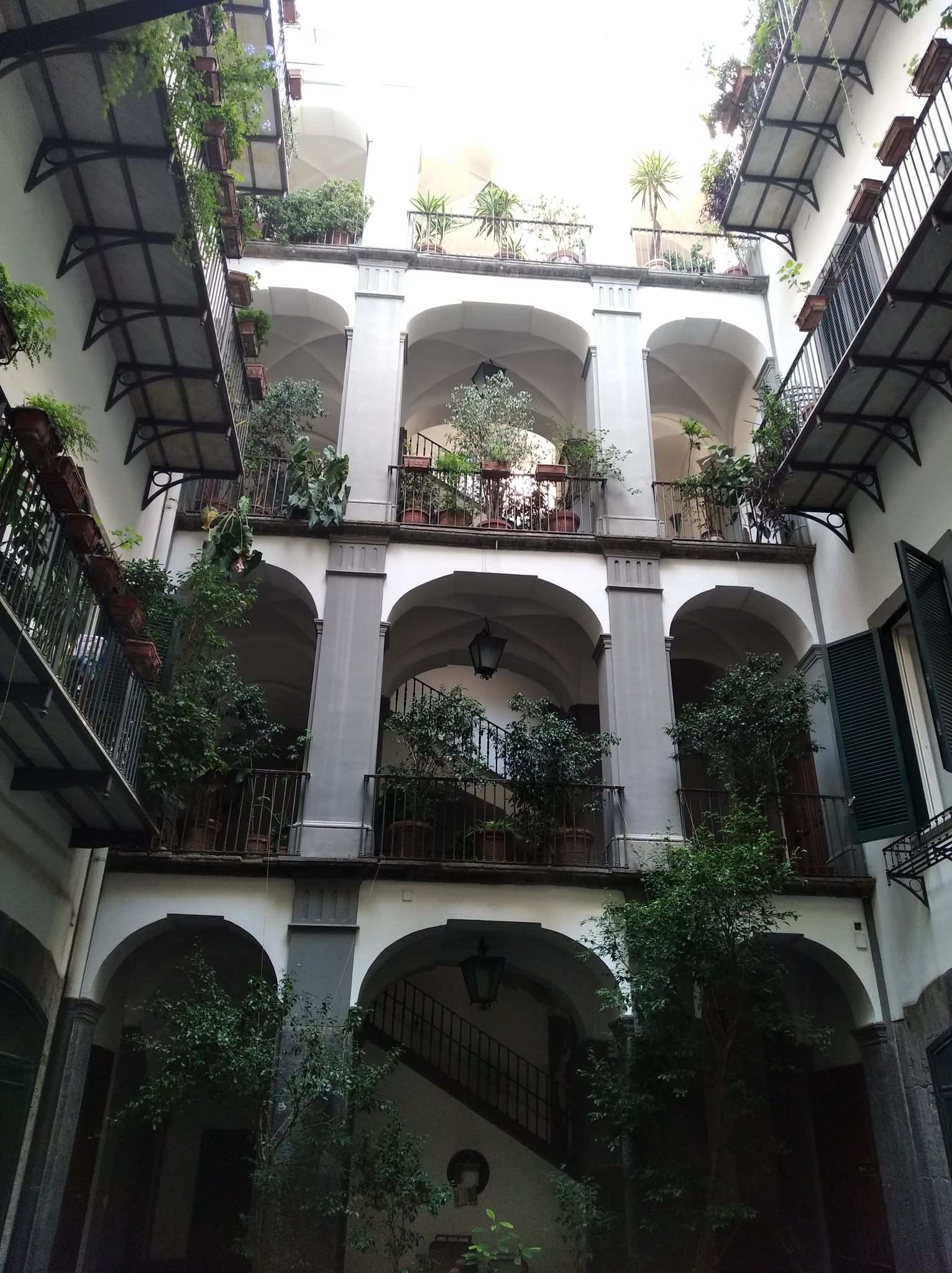
Scala aperta
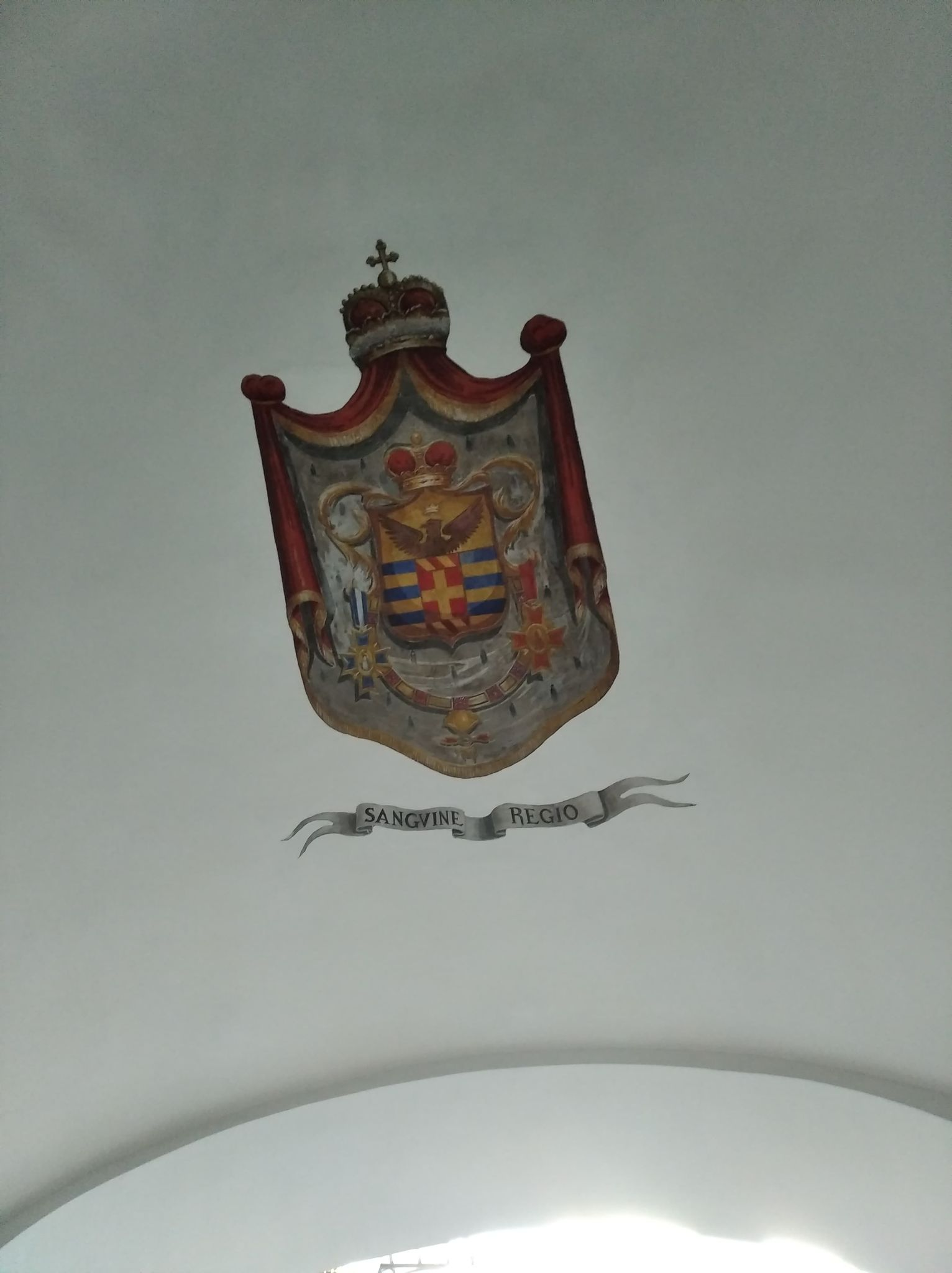
Stemma dei Cattaneo affrescato sulla volta dell'androne
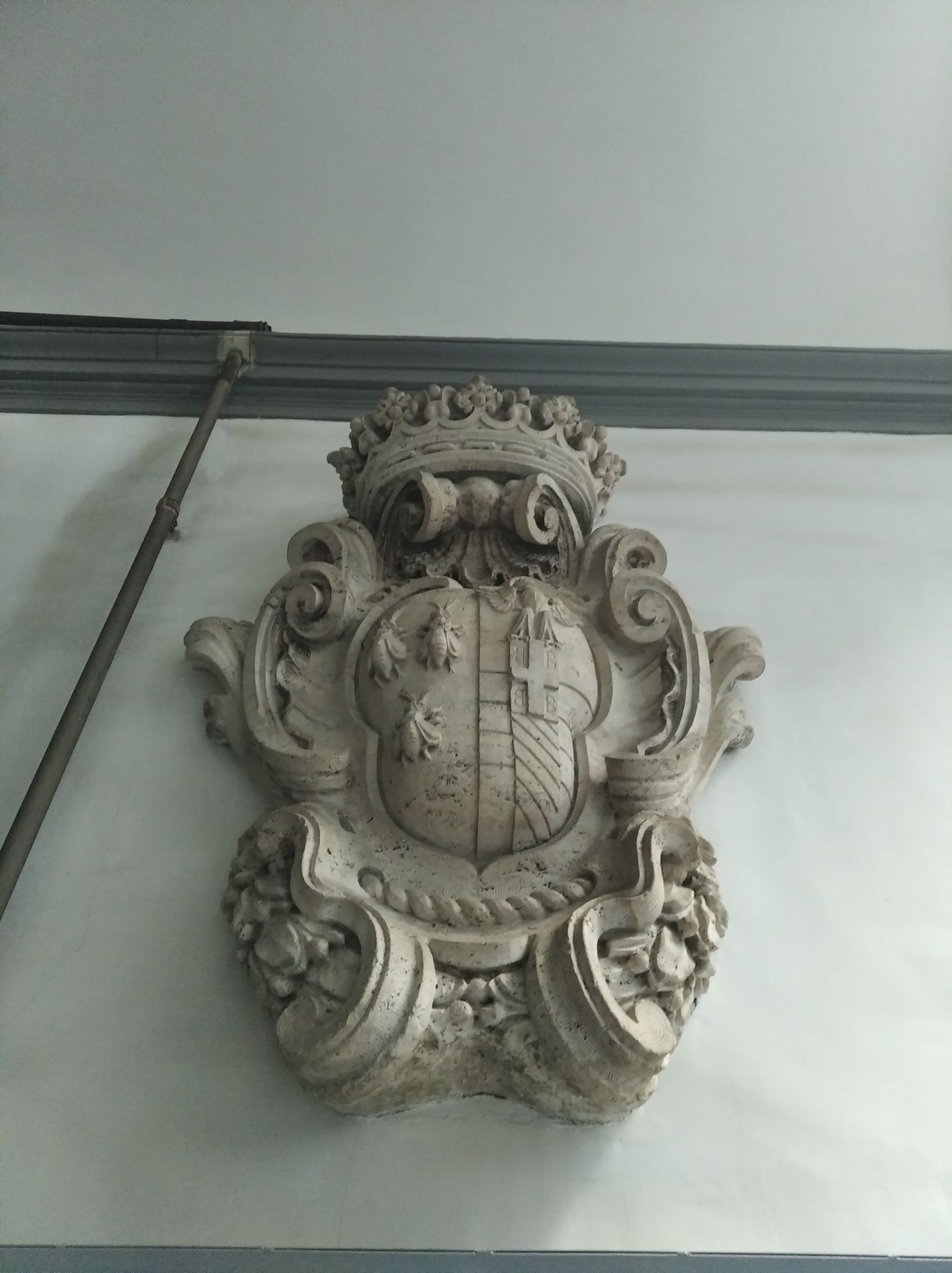
Stemma marmoreo bipartito dei Cattaneo e Barberini sulla parete sinistra dell'androne
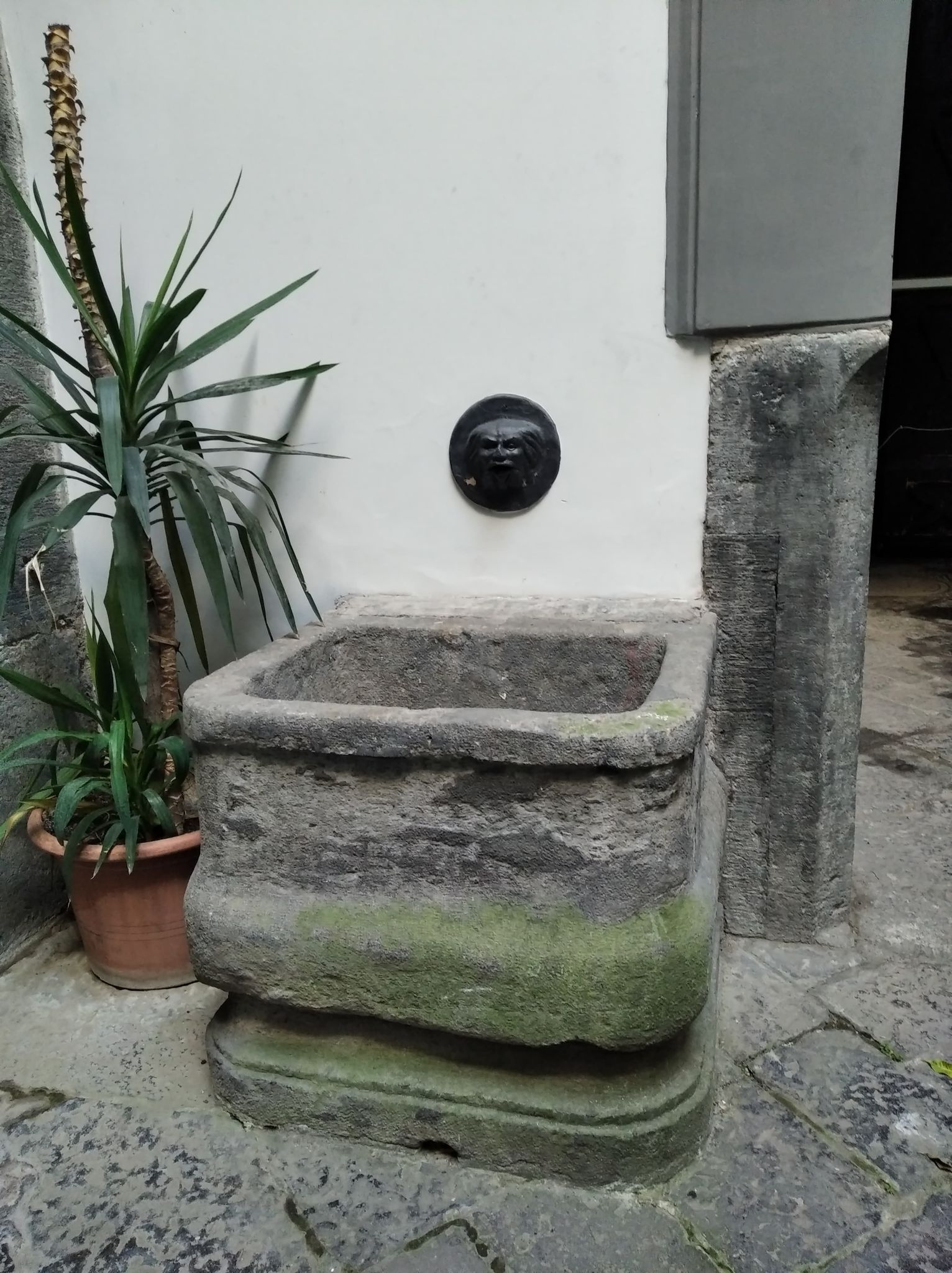
Fontanella in piperno nel cortile